# Neogobius bathybius
Neogobius bathybius är en fiskart som först beskrevs av Kessler, 1877.  Neogobius bathybius ingår i släktet Neogobius och familjen smörbultsfiskar. Inga underarter finns listade i Catalogue of Life.